# La Petite Andalouse
Pour l’article homonyme, voir Andalouse.
La Petite Andalouse est un film muet français réalisé par Louis Feuillade et sorti en 1914.

## Fiche technique
- Réalisation et scénario : Louis Feuillade
- Société de production : Société des Établissements L. Gaumont
- Format : Muet - Noir et blanc - 1,33:1 - 35 mm
- Genre : Court métrage
- Durée : inconnue

## Distribution
- Renée Carl : Dona Manuella
- Fernand Herrmann : Vincent
- Luitz-Morat
- Georges Melchior : Philip Mercon - Young Count
- Laurent Morléas
- René Navarre : Vernéde
- Edmond Bréon : Don Benigno - Lawyer
- André Suterre : Mercèdes